# Cathay (China)

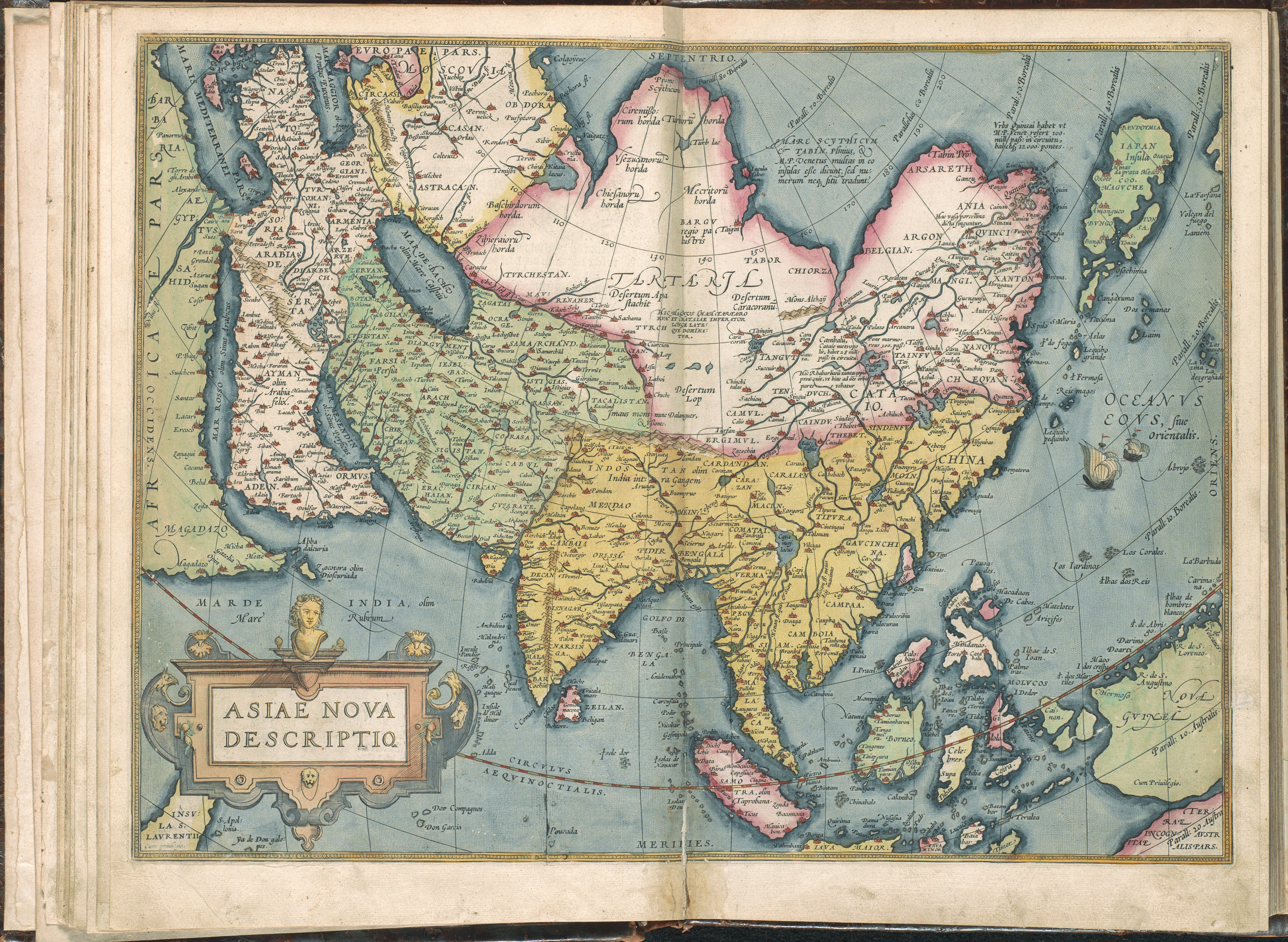
Kaart van Abraham Ortelius uit 1571. 'Cataio' staat hier aangegeven als land ten noorden van China

Cathay is een alternatieve naam voor China, dat in de middeleeuwen werd gebruikt in onder meer Centraal-Azië en Europa.
De naam is afgeleid van de Kitan, die tussen de 10e en 12e eeuw de Liao-dynastie in Noord-China vestigden. Na hun ondergang bleef de naam in gebruik, aanvankelijk voor Noord-China, later voor het land als geheel. Westerse bezoekers aan het Mongoolse Rijk, in het bijzonder Marco Polo, namen de naam Cathay over, en aldus verscheen het ook op westerse kaarten van het gebied.
Toen in de 16e eeuw Europeanen via de zeeroute opnieuw contact kregen met China, werd aanvankelijk gedacht dat het hier om twee verschillende landen ging, en Cathay bleef dan ook op kaarten getekend worden, ten noorden en noordoosten van China.
De identiteit van Cathay werd uiteindelijk opgelost door jezuïeten-missionarissen in India en China. De Chinese Jezuïeten, onder leiding van Matteo Ricci, stelden dat dat land ook 'Cathay' genoemd werd, maar de Indische jezuïeten, onder leiding van Jerome Xavier hoorden dat er via Kaxgar met Cathay werd gehandeld, en dat er in Cathay veel nestoriaanse christenen waren - dit terwijl er in China geen of vrijwel geen christenen te vinden waren. De Indiase jezuïeten dachten daarom dat Cathay een ander land was, wellicht het befaamde rijk van Pape Jan.
Om de waarheid vast te stellen, werd pater Bento de Goes vanuit India naar Cathay gezonden. Via Yarkand reisde hij naar Suzhou, de eerste stad in Cathay, en zoals bleek ook in China. Hier overleed hij, terwijl hij wachtte op toestemming om verder te reizen. Uit zijn brieven en de restanten van zijn reisverslag konden de jezuïeten concluderen dat het de groep in Peking was die het bij het rechte eind had, en dat Cathay en China inderdaad twee namen voor hetzelfde land waren.
De Russische benaming van China, Китай (Kitaj) herinnert nog aan deze oude benaming.